# Crnogorska republička nogometna liga 1961./62.
Republička liga Crne Gore (Crnogorska republička nogometna liga) je bila liga trećeg stupnja nogometnog prvenstva Jugoslavije u sezoni 1961./62 
 Sudjelovalo je 9 klubova, a prvak je bio "OFK Titograd". 

## Ljestvica
| mj. | klub                   | ut. | pob. | ner. | por. | gol+ | gol- | bod |
| --- | ---------------------- | --- | ---- | ---- | ---- | ---- | ---- | --- |
| 1.  | OFK Titograd           | 16  | 11   | 2    | 3    | 46   | 19   | 24  |
| 2.  | Bokelj Kotor           | 16  | 10   | 3    | 3    | 53   | 29   | 23  |
| 3.  | Rudar Pljevlja         | 16  | 9    | 3    | 4    | 39   | 25   | 21  |
| 4.  | Lovćen Cetinje         | 16  | 8    | 4    | 4    | 41   | 18   | 20  |
| 5.  | Jedinstvo Bijelo Polje | 16  | 8    | 4    | 4    | 25   | 18   | 20  |
| 6.  | Čelik Nikšić           | 16  | 4    | 3    | 8    | 28   | 43   | 13  |
| 7.  | Arsenal Tivat          | 16  | 3    | 4    | 9    | 32   | 49   | 10  |
| 8.  | Gorštak Kolašin        | 16  | 3    | 2    | 11   | 24   | 46   | 8   |
| 9.  | Brskovo Mojkovac       | 16  | 1    | 3    | 12   | 15   | 60   | 5   |

- Titograd – tadašnji naziv za Podgoricu

## Rezultatska križaljka
| kratica | klub                   | ARS | BOK | BRS | ČEL | GOR | JED | LOV | OFKT | RUD |
| --- | ---------------------- | --- | --- | --- | --- | --- | --- | --- | ---- | --- |
| ARS | Arsenal Tivat          |     |     |     |     |     |     |     |      |     |
| BOK | Bokelj Kotor           |     |     |     |     |     |     |     |      |     |
| BRS | Brskovo Mojkovac       |     |     |     |     |     |     |     |      |     |
| ČEL | Čelik Nikšić           |     |     |     |     |     |     |     |      |     |
| GOR | Gorštak Kolašin        |     |     |     |     |     |     |     |      |     |
| JED | Jedinstvo Bijelo Polje |     |     |     |     |     |     |     |      |     |
| LOV | Lovćen Cetinje         |     |     |     |     |     |     |     |      |     |
| OFKT | OFK Titograd           |     |     |     |     |     |     |     |      |     |
| RUD | Rudar Pljevlja         |     |     |     |     |     |     |     |      |     |
| |                        |     |     |     |     |     |     |     |      |     |
| podebljan rezultat - utakmice od 1. do 9. kola (1. utakmica između klubova) rezultat normalne debljine - utakmice od 10. do 18. kola (2. utakmica između klubova) rezultat nakošen - nije vidljiv redoslijed odigravanja međusobnih utakmica iz dostupnih izvora rezultat nakošen i smanjen * - iz dostupnih izvora nije uočljiv domaćin susreta prekrižen rezultat - poništena ili brisana utakmica p - utakmica prekinuta 3:0 p.f. / 0:3 p.f. - rezultat 3:0 bez borbe n.i. - nije igrano |                        |     |     |     |     |     |     |     |      |     |

 Izvori: 